# Несс, Эрланн
Э́рланн Несс (норв. Erland Naess, Erland Næss) — норвежский кёрлингист.
В составе мужской сборной Норвегии участник чемпионата мира 1967 (заняли пятое место).
Играл на позиции третьего.

## Команды
| Сезон   | Четвёртый        | Третий      | Второй   | Первый      | Турниры           |
| ------- | ---------------- | ----------- | -------- | ----------- | ----------------- |
| 1968—69 | Эрлинг Брюслетто | Эрланн Несс | Каре Эйо | Эйнар Ребне | ЧМ 1967 (5 место) |

(скипы выделены полужирным шрифтом)